# 克松吕-隆日梅
克松吕-隆日梅（法語：Xonrupt-Longemer）是法国大东部大区孚日省的一个市镇，位于该省东部，属于孚日圣迪耶区和热拉尔梅县。该市镇的总面积为30.71平方公里，2009年时的人口为1,522人。

## 人口
克松吕-隆日梅人口变化图示
| 数据来源：INSEE |